# Zwalm
Zwalm (franceză Zwalin) este o comună neerlandofonă situată în provincia Flandra de Est, regiunea Flandra din Belgia. La 1 ianuarie 2008 avea o populație totală de 7.919 locuitori. Comuna Zwalm este formată din localitățile Beerlegem, Dikkele, Hundelgem, Meilegem, Munkzwalm, Nederzwalm-Hermelgem, Paulatem, Roborst, Rozebeke, Sint-Blasius-Boekel, Sint-Denijs-Boekel și Sint-Maria-Latem. Suprafața totală a comunei este de 33,82 km². 
Comuna Zwalm se învecinează cu comunele Gavere, Zottegem, Brakel, Horebeke, Oudenaarde și Zingem.

## Localități înfrățite
- Germania: Schwalmstadt.